# 사르후성
사르후성(薩爾滸城, 만주어: ᠰᠠᡵᡥᡡSarhū, Sarhv)은 후금(後金)이 건설한 성채이다. 지금의 요녕성(遼寧省) 무순시(撫順市) 시중심 동쪽으로 70km 떨어져 있는 사르후산(薩爾滸山) 북반부에 있다. 사르후는 만주어로 '나무궤짝[木橱]'을 뜻한다. 2019년 10월, 사르후성유적[薩爾滸城遺址]이라는 이름으로 중국 제8비전국중점문물보호단위(第八批全國重點文物保護單位) 반열에 올랐다.

## 개요
1583년, 누르하치(努爾哈赤, Nurhaci)는 기병하여 각 부락을 병탄하고 계속 자신의 세력을 확장하였으며, 1584년 사르후채(薩爾滸寨)를 탈취하였다. 1619년 8월, 자이피얀성(界藩城) 준공에 이어 사르후성 수축을 시작하였다. 성벽 둘레 4,200m이고 면적은 약 1,000,000평방미터이다. 1958년 대화방수고(大伙房水庫) 조성 후 수위가 상승하면서 사르후산도 삼면이 물에 닿게 된 반도가 되었다. 사르후성은 불규칙한 타원형으로 동서 두 성이 있는데, 동성은 외성, 서성은 내성이다. 외성(동성)은 성문 4개, 편문(便門) 1개이며, 문터는 대부분은 좁은 산골짜기 입구 위를 택하였으며, 북, 동, 남에는 해자 3개가 있고, 산허리를 끊어 사면이 막힌 산성이 되었다. 내성(서성)은 산성 서부 가장 높은 곳에 있고, 남문과 북문이 있다. 성내에는 건물터 6곳이 있고 대부분 반지혈식(半地穴式)이다. 사르후성은 1620년 증축되기 시작하였고, 그해 10월 누르하치는 자이피얀성에서 사르후성으로 이전해 왔으며, 이곳에서 반년 정도 머물렀다. 다음해 1621년 3월, 후금이 요양(遼陽)을 점령하자 누르하치는 다시 요양으로 천도하였다.

## 같이 보기
- 동경성
- 성경성
- 자이피얀성
- 후금